# Кварт Тортиља (филм)
Кварт Тортиља је амерички филм који је заснован на истоименом роману Џона Стајнбека. Филм је режирао Виктор Флеминг, док главне улоге играју: Спенсер Трејси и Хеди Ламар.

## Улоге
| Глумац         | Улога                 |
| -------------- | --------------------- |
| Спенсер Трејси | Пилон                 |
| Хеди Ламар     | Долорес Рамирез       |
| Џон Гарфилд    | Данијел Алварез       |
| Френк Морган   | гусар                 |
| Аким Тамироф   | Пабло                 |
| Шелдон Ленард  | Тито Ралф             |
| Џон Квален     | Хесус Марија Коркоран |
| Доналд Мик     | Пол Д. Камингс        |
| Кони Гилкрист  | госпођа Торели        |
| Ален Џенкинс   | Биг Џо Портаги        |